# درس‌های بابا
درس‌های بابا (انگلیسی: Daddy Lessons) یک ترانه از خواننده آمریکایی بیانسه می باشد که در ۲۰ نوامبر ۲۰۱۶ از آلبوم لیموناد منتشر شد.